# Andrzej Budaj

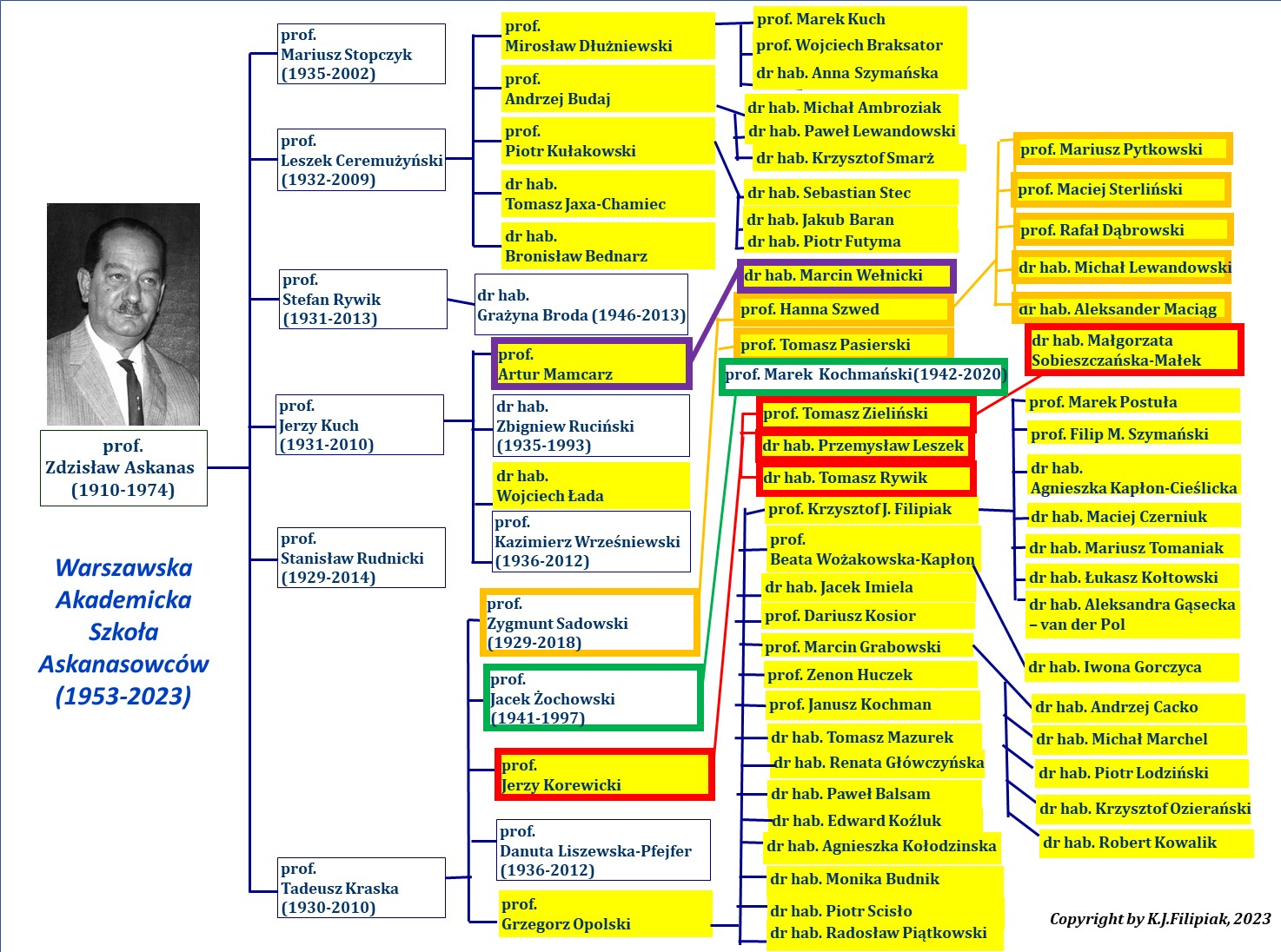
Drzewo genealogiczne przedstawicieli Warszawskiej Akademickiej Szkoły Kardiologii, założonej przez prof. Zdzisława Askanasa, do której się zalicza się prof. Andrzej Budaj

Andrzej Jacek Budaj (ur. 1953) – polski lekarz, kardiolog, profesor nauk medycznych, nauczyciel akademicki Centrum Medycznego Kształcenia Podyplomowego. Kontynuator Warszawskiej Akademickiej Szkoły Kardiologii, wywodzącej się od prof. Zdzisława Askanasa (tzw. Szkoły Askanasa).

## Życiorys
W 1978 ukończył studia w Wydziale Lekarskim Akademii Medycznej w Warszawie. W 1981 uzyskał specjalizację I stopnia, a następnie w 1984 specjalizację II stopnia w dziedzinie chorób wewnętrznych i w 1989 specjalizację II stopnia w dziedzinie kardiologii.
W 1987 na podstawie rozprawy pt. Uszkodzenie lewej komory serca a zaburzenia rytmu w późnej fazie zawału serca przygotowanej pod kierunkiem Leszka Ceremużyńskiego uzyskał w Centrum Medycznym Kształcenia PodyplomowegoCMKP stopień naukowy doktora nauk medycznych. Tam też w 1998 na podstawie dorobku naukowego oraz monografii pt. Antyrytmiczne działanie inhibitora konwertazy u chorych z podejrzeniem ostrego zawału serca. Mechanizmy zjawiska otrzymał stopień naukowy doktora habilitowanego nauk medycznych. Tytuł naukowy profesora nauk medycznych uzyskał w 2003.
Został profesorem zwyczajnym CMKP i kierownikiem Kliniki Kardiologii w tej instytucji.
Wybrano go do zarządu Polskiego Towarzystwa Kardiologicznego.

## Odznaczenia
- Krzyż Oficerski Orderu Odrodzenia Polski (2014)[7]